# ブリティッシュコロンビアロール

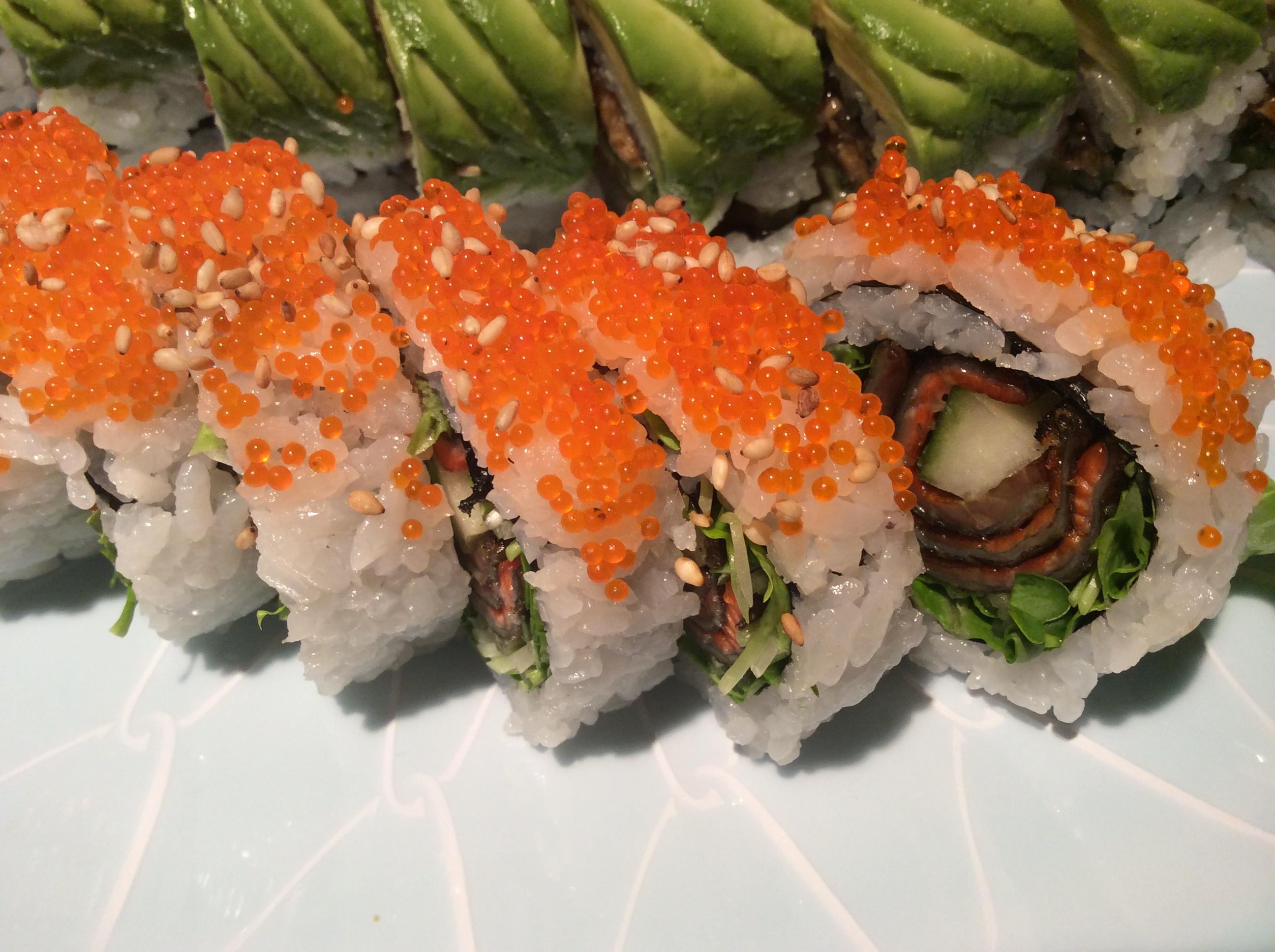
BC Roll

ブリティッシュ・コロンビア・ロール（英語: British Columbia roll, B.C. roll）は、焼きサケとキュウリを巻いた巻き寿司の一種である。しばしば甘たれで味付けしたサケが用いられる。サケにマヨネーズの組み合わせなど、多くのバリエーションが存在する。
ブリティッシュコロンビア州は、タイヘイヨウサケの産地として有名なことから、その名がついた。ブリティッシュコロンビアの多くの寿司チェーン店でメニューの一つとして提供されている。
1974年に、バンクーバーを拠点に活動した日本人寿司職人東條英員が、西海岸では、アナゴを入手することが困難であることから、その代用としてサケを用いたのが起源である。